# 拓跋綽
拓跋 綽（たくばつ しゃく、拼音：Tuòbá Chuò、? - 293年）は、鮮卑拓跋部の大人（たいじん：部族長）。拓跋力微の子。兄弟に拓跋沙漠汗・拓跋悉鹿・拓跋禄官がいる。北魏の道武帝により平皇帝と追尊された。

## 生涯
286年、兄の拓跋悉鹿が死ぬと、拓跋綽が後を継いで大人となった。雄武で智略があり、威徳を複数挙げた。
293年、匈奴の宇文部大人宇文莫槐がその配下に殺され、弟の宇文普撥が大人として立つと、拓跋綽は宇文普撥の子の宇文丘不勤に娘を嫁がせた。
同年、拓跋綽は死去した。拓跋部を7年間統治した。拓跋沙漠汗の子の拓跋弗が継いで大人となった。